# Aleksandrovskij Sad
Aleksandrovskij Sad in russo Александровский сад? è una stazione della metropolitana di Mosca, situata sulla Linea Filëvskaja. Fu disegnata da A. I. Gontskevich e S. Sulin e fu aperta il 15 maggio 1935, insieme alla prima tratta della metropolitana di Mosca.
La stazione sorge al di sotto della parte meridionale di Via Vozdvizhenka (nel passato della Kominterna — da qui il nome originale), presso il palazzo della Biblioteca Statale Russa.
Originariamente la stazione non era compresa nei progetti per la prima tratta della metropolitana a causa della sua prossimità alla stazione Biblioteka Imeni Lenina. Quando fu introdotto un cambio nei progetti, fu deciso di introdurre una nuova stazione senza modificare i tracciati dei tunnel, ma sono aumentandone l'altezza e costruendo banchine ai lati di esso, secondo lo stile parigino.
La costruzione iniziò nel luglio 1934, e andò subito incontro a problemi. Sotto la strada correva una fognatura: in tali condizioni, anche una debole vibrazione del terreno avrebbe potuto causare un grave incidente, specialmente nei tunnel che erano a soli 1,5 — 2 metri da essa.
Furono proposte alcune soluzioni per il problema: una prevedeva la chiusura della fognatura per depositare la massa d'acqua nella Moscova, un'altra invece spostava la rete fognaria in tubi metallici. Il soviet di Mosca scaricò entrambe le idee, la prima per motivi igienici e la seconda perché avrebbe richiesto troppi lavori che avrebbero sconvolto la viabilità. L'ingegner Kulbach avanzò una soluzione più innovativa, cioè di collegare il collettore non dai tubi sotto la superficie stradale, ma dalle pareti del tunnel.

## Interscambi
Da questa stazione, gli utenti possono effettuare il trasbordo a Biblioteka Imeni Lenina sulla Linea Sokol'ničeskaja, ad Arbatskaja sulla Linea Arbatsko-Pokrovskaja.
Per accedere alla stazione Borovickaja sulla Linea Serpuchovsko-Timirjazevskaja, i passeggeri devono in realtà passare attraverso le banchine delle altre due linee, in quanto non vi è un passaggio diretto.